# Wagner István (újságíró)
Wagner István (írói álnevei: Szalontai István, Ştefan Rotaru; Nagyszalonta, 1941. november 18.) erdélyi magyar újságíró, művészeti író.

## Életútja
A középiskolát 1959-ben szülővárosában végezte, a BBTE-n szerzett magyar nyelv- és irodalom szakos tanári diplomát (1964). 1966-ig Nagyszalontán az Eminescu–Petőfi Művelődési Ház irányítója, 1969-ig ugyanott az Arany János Emlékmúzeum igazgatója. 1970-ben rövid ideig a temesvári Szabad Szó művelődési rovatának, 1970–74 között a Művészeti Alap temesvári galériájának munkatársa, kortárs képzőművészeti tárlatok rendezője, katalógusaik szerkesztője. 1974-ben áttelepedett Magyarországra, 1976-ig Budapesten a Magyar Nemzeti Galéria művészettörténész munkatársa, 1976-tól 1989-ig ugyanott a Magyar Hírlap művelődési rovatának műkritikusa, a burgenlandi Pannonia c. lap munkatársa. 1990-ben a Magyar Hírlap Könyvek Kiadó művészeti vezetője, 1990–94 között Berlinben a Magyar Kulturális Intézet igazgatóhelyettese; ebben a minőségében több egyéni és csoportos kortárs magyar tárlat (többek között a Párizsban élő magyar festők, grafikusok és szobrászok bemutatkozó tárlata) megszervezésében vett részt. 1994-től szabadfoglalkozású újságíró Budapesten, a bolognai L’Informatore Europeo c. folyóirat szerkesztőségi tagja, a közép-európai régió tudósítója, külön figyelemmel a magyarországi és külföldi műkereskedelem témakörére.

## Munkássága
Első írása az Igazságban jelent meg 1964-ben. Cikkeit, tanulmányait, amelyekben főként a kortárs képzőművészettel és műkereskedelemmel foglalkozott, 1974 előtt az Előre, Művelődés, Munkásélet, Új Élet, a nagyváradi Fáklya, Crişana, a temesvári Drapelul Roşu, Banatske Novine, 1974 után a Népszava, Magyar Nemzet, Új Magyarország, Élet és Irodalom, Film Színház Muzsika, Nők Lapja, Képes Hét, Új Tükör, Pesti Műsor, Budapest, Heti Magyarország, Várnegyed, Kápé, Neue Zeitung, Látóhatár, Magyar Hírek, Barátság, Művészet, Táncművészet, Zene–Tánc, Magyar Iparművészet, a hatnyelvű Magyar Panoráma, a Hungarian Quarterly, az eisenstadti Pannonia közölte.
Fő érdeklődési területe a kortárs magyar és külföldi képzőművészet és táncművészet. Az 1980-as évek közepétől behatóan tanulmányozta a magyar művészélet egykori müncheni kapcsolatait, nyomon követte a Párizsban élő magyar alkotók munkásságát, francia fogadtatását. Német nyelvű művészet- és művelődéstörténeti tanulmányai a budapesti Deutscher Kalenderben jelentek meg (1985, 1986, 1987, 1997). Értékes információkat összesít a Pariser Ungarn (Berlin, 1993) című kötete. A Magyar táncművészet (1990–1995) (Budapest, 1996) című tanulmánykötet vezető tanulmányának szerzője. Wagner Sándorról írott képzőművészeti monográfiájának kéziratát (1988, magyar és német nyelven) a Magyar Nemzeti Galéria archívuma őrzi letétként.
Fordításában jelent meg Lucia Demetrius Érzelmi próbatétel című egyfelvonásosa (Bukarest, 1970).